# اکستریم نتورکس
اکستریم نتورکس (انگلیسی: Extreme Networks) شرکت فناوری اطلاعات آمریکایی است، که در سال ۱۹۹۶ تأسیس شد.